# 南门楼
南门楼又称南薰门、南薰楼，位于宁夏回族自治区银川市兴庆区中山南街，是中华人民共和国宁夏回族自治区文物保护单位之一。
2005年9月15日，授予宁夏回族自治区文物保护单位，是一座古建筑。由于形似天安门城楼，南门楼也被称为“小天安门”或是“山寨版天安门”。